# ورزشگاه اوراشی
ورزشگاه اوراشی (به سیریلیک : Градски) یک ورزشگاه چند منظوره در اوراشی، بوسنی و هرزگوین است. در حال حاضر بیشتر برای مسابقات فوتبال استفاده می‌شود و زمین خانگی تیم باشگاه فوتبال اوراشی است. این ورزشگاه گنجایش ۳٬۰۰۰ نفر را دارد.